# Сеннит

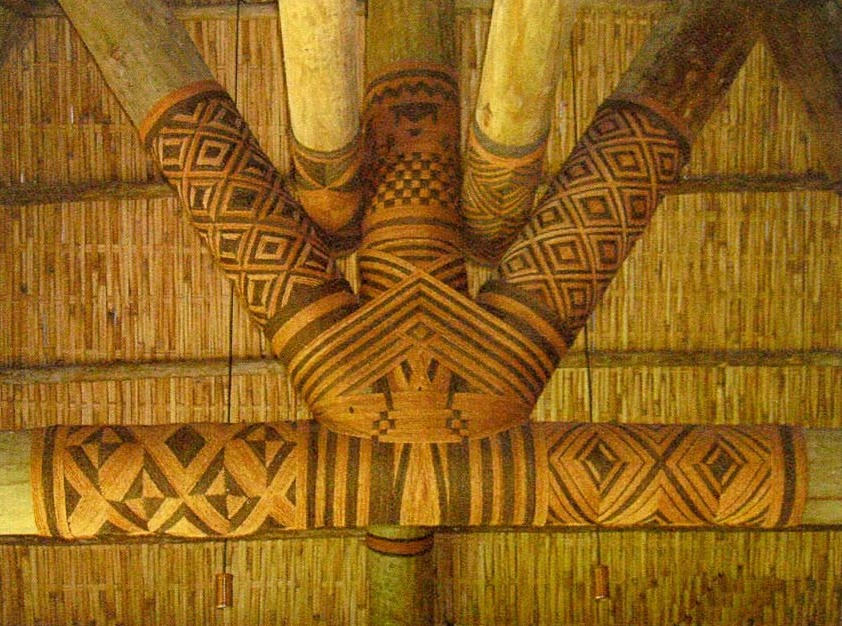
Магимаги сеннит Фиджи вокруг деревянных потолочных столбов

Сеннит представляет собой верёвку, сделанную путём плетения нитей из высушенного волокна или травы. Его можно использовать в декоративных целях, например, в макраме, или для изготовления соломенных шляп. Сеннит является важным материалом в культурах Океании, где он используется в традиционной архитектуре, строительстве лодок, рыболовстве и в качестве украшения.

## Океания

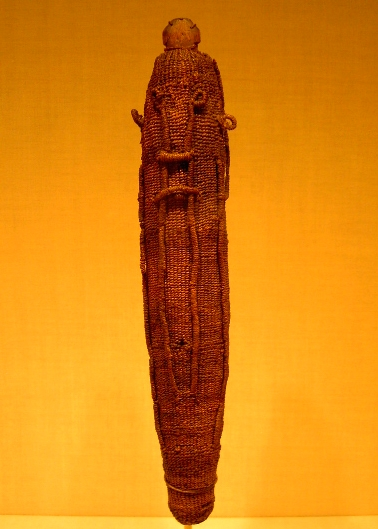
Фигура священного бога, завёрнутая в сеннит для таитянского бога войны Оро

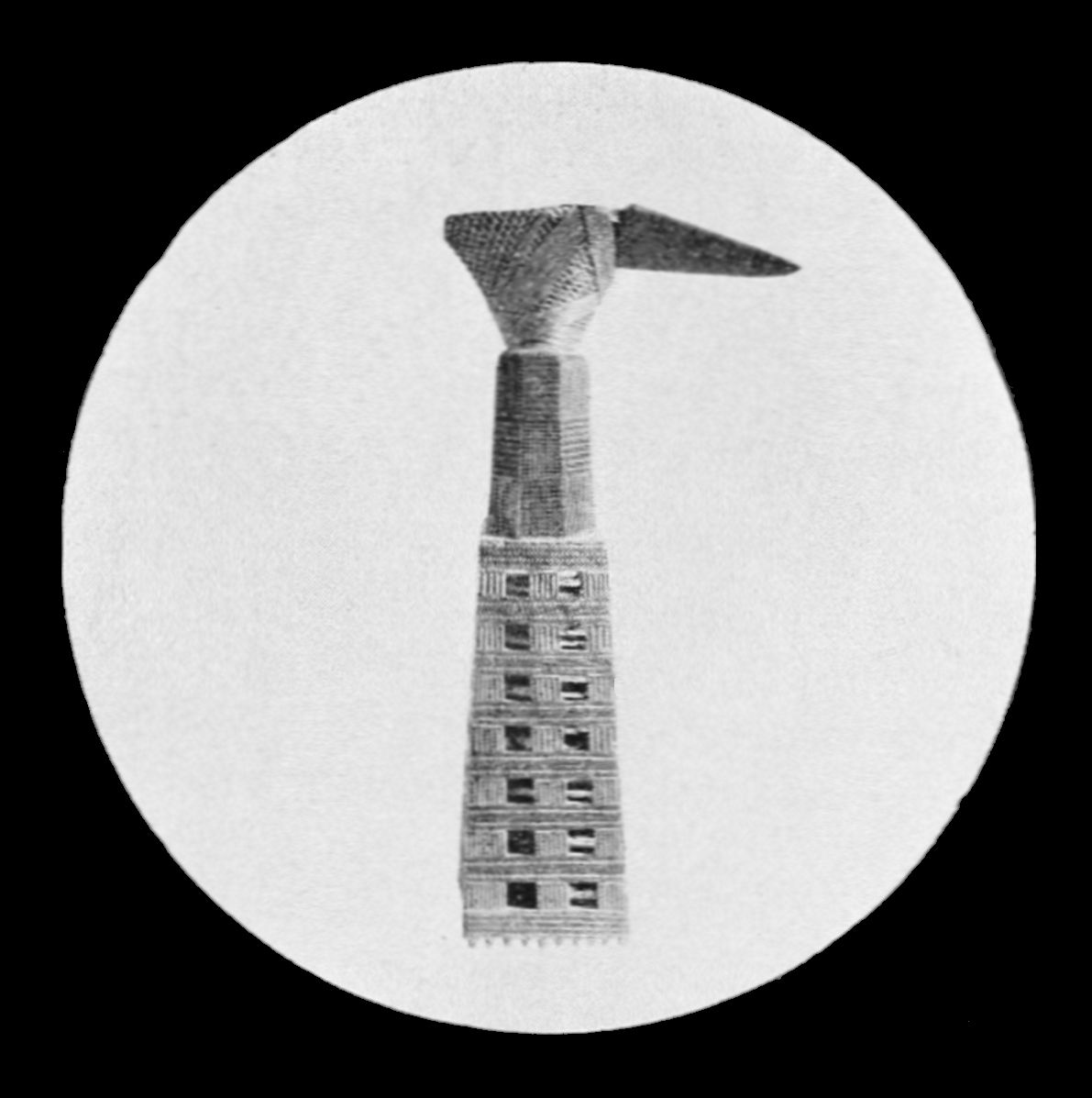
Полинезийское церемониальное каменное тесло (toʻi или toki на полинезийских языках), обвязанное сеннитом вокруг лезвия с резной ручкой, 1891–1892

### Тонга
Сеннит на Тонге называется кафа.

### Фиджи
Используемый фиджийский термин магимаги — ремесленный продукт с островов Фиджи.

### Гавайи
Этот термин также используется на Гавайях и по всей Полинезии для обозначения верёвок, сделанных путём плетения волокон кокосовой шелухи. Это было важно при креплении ʻama (поплавка аутригера) через iako («лонжероны») к корпусу каноэ, камней к рукоятям боевой дубины, возведении хейлов («домов»).

### Самоа
На самоанском языке сеннит называется ʻafa. Он использовался в качестве снасти при строительстве традиционной самоанской архитектуры, строительстве лодок и многих других функциональных целях. ʻAfa изготавливается вручную из высушенного кокосового волокна из шелухи некоторых сортов кокоса с длинными волокнами, в частности niu'afa (пальма афа).
Сеннит упоминается в книге Роберта Гиббингса «Над рифами» (1948). Он ссылается на его использование в Самоа в 1946 году, где он мог неоднократно наблюдать его изготовление. Он отмечает, что его изготовление было постоянным занятием в самоанских деревнях, потому что требовалось так много материала. Знаменательная цитата из книги, сделанная деревенским старостой Гиббингсу, подчёркивает важность сеннита в самоанской культуре: «В вашей стране, — сказал мне один вождь, — лишь несколько человек умеют делать гвозди, но в Самоа все могут делать гвозди» (118). Он имел в виду сеннит, который используется для связывания построек или хижин, в которых они жили. У сеннита было множество других применений, в том числе при ловле акул, где он использовался в качестве петли, которую надевали на голову акулы, когда она приближалась к каноэ.
«Они показали мне сеннитную петлю, которую они использовали — пятилетней давности, и она была как новая. Они сказали, что он прослужит еще пять лет, если о нём позаботятся» (Роберт Гиббингс).